# Гламур (ТВ серија)
Гламур (енгл. Glamorous) америчка је телевизијска серија коју је створио Џордон Нардино за Netflix. Главне улоге тумаче Ким Катрал и Мис Бени, а приказана је 22. јуна 2023.

## Премиса
Надобудни инфлуенсер Марко добије посао из снова и као шминкерски могул започне невероватно путовање самооткривања у вртлогу пословног хаоса и љубавних изазова.

## Улоге
| Глумац           | Улога          |
| ---------------- | -------------- |
| Ким Катрал       | Мадолин Адисон |
| Мис Бени         | Марко Мехија   |
| Џејд Пејтон      | Вениша Келахер |
| Зејн Филипс      | Чед Адисон     |
| Мајкл Хсу Росен  | Бен            |
| Аиша Харис       | Брит           |
| Грејам Паркхерст | Паркер         |

## Епизоде
| Бр. еп. | Наслов                       | Редитељ            | Сценариста     | Премијера     |
| ------- | ---------------------------- | ------------------ | -------------- | ------------- |
| 1       | Одмах потврдите долазак!     | Тод Штраус Скалсон | Џордон Нардино | 22. јун 2023. |
| 2       | Тајна локација               | Тод Штраус Скалсон | Џастин В. Ло   | 22. јун 2023. |
| 3       | На крај реда                 | Бренан Шроф        | Ешли Скидмор   | 22. јун 2023. |
| 4       | Само готовина                | Бренан Шроф        | Џордон Нардино | 22. јун 2023. |
| 5       | Не могу вас пустити унутра   | Бренан Шроф        | Селест Васкез  | 22. јун 2023. |
| 6       | Пуни смо                     | Дејвид Ворен       | Џастин В. Ло   | 22. јун 2023. |
| 7       | Није ме брига кога познајете | Бренан Шроф        | Тони Л. Гомез  | 22. јун 2023. |
| 8       | Јесте ли на списку?          | Дејвид Ворен       | Џордон Нардино | 22. јун 2023. |
| 9       | Океј си, упадаш              | Ребека Ашер        | Ешли Скидмор   | 22. јун 2023. |
| 10      | Дајте напојницу девојкама    | Ребека Ашер        | Џордон Нардино | 22. јун 2023. |